# Син Пинк Пантера (филм из 1993)
Син Пинк Пантера је комедија из 1993. године. То је наставак серије филмова о Пинк Пантеру. Режирао је Блејк Едвардс, а Роберто Бенињи глуми незаконитог сина инспектора Клузоа. Такође у овом филму играју Херберт Лом, Берт Квук и Грејам Старк и звезда оригиналног филма из 1963. године, Клаудија Кардинале. Био је то завршни филм и за режисера Блејка Едвардса и за композитора Хенрија Манчинија; Едвардс се пензионисао из филмског стваралаштва, а Манчини је умро наредне године.
Процењује се да је уводна шпица за Пинк Пантера коштала око милион долара.
Водич за филмове Радио Тајмс оценио је филм са само једном звездицом од 5. Ротен томејтоуз је дао оцену од 6% на основу 34 критике; на веб страници су написали да је "Роберто Бенињи несумњиво надарени комичар, али [филм] је разочаравајући са својим болним нефункционалним сценаријем". Бенињијев наступ у филму донео му је награду Златна малина за Награду за најгору нову звезду. Сам филм номинован је за најгори филм.